# 팔거역
팔거(국립농관원·통계청)역(Palgeo(NAQS·KOSTAT)Station, 八莒(國立農管院·統計廳)驛)은 대구광역시 북구 동천동에 위치한 대구 도시철도 3호선의 역이다.

## 특징
거동 네거리에 역이 있다. 역 주변에 역세권이 많이 발달하여 이용객이 지속적으로 증가하고 있으며, 국립농산물품질관리원 경북사무소는 팔거역의 1번 출구로 나가면 바로 보이고, 동북지방 통계청은 팔거역의 2번 출구로 나가면 바로 만날 수 있다. 팔달~칠곡경대병원 구간 중 승객이 가장 많은 역이다.

## 역 구조
2면 2선의 상대식 승강장이 있는 지상역이다. 난간형 스크린도어가 설치되어 있다.

### 승강장
| 학정 ↑ |
| \| 상  |
| ↓ 동천 |

| 상행 | ● 대구 도시철도 3호선 | 학정·칠곡경대병원 방면  |
| 하행 | ● 대구 도시철도 3호선 | 동천·서문시장·용지 방면 |

- 대합실을 통해 반대편 승강장으로 이동이 가능하다.

## 역사
- 2013년 10월 2일 : 팔거역으로 역명 결정. 국립농관원.통계청으로 부역명 적용
- 2015년 4월 23일 : 대구 도시철도 3호선 개통과 함께 영업 개시

## 역 주변
| 나가는 곳 | 방면 |
| --------- | --- |
| 1         | 국립농산물품질관리원 CGV(세븐밸리) 메가박스(세븐밸리) 칠곡네스빌아파트 경북가축위생시험소 대구강북경찰서 롯데시네마 |
| 2         | 동북지방통계청 홈플러스 칠곡점 강북웰빙랜드 스파 IM뱅크 홈플러스점 칠곡3차우방하이츠                                |
| 3         | 대구보건대학교병원 로즈마리여성아동병원 농협 동천성당 전자랜드                                                      |
| 4         | 우리은행 칠곡지점 영낭네오빌아트아파트 햇살요양원                                                                   |

## 승차량 변동
이 역은 대구 도시철도 3호선의 역들 중 2번째로 승객이 많다.
| 노선  | 승차 인원 | 승차 인원 | 승차 인원 | 승차 인원 | 승차 인원 | 승차 인원 | 승차 인원 | 주석  |
| 노선  | 2015년    | 2016년    | 2017년    | 2018년    | 2019년    | 2020년    | 2021년    | 주석  |
| ----- | --------- | --------- | --------- | --------- | --------- | --------- | --------- | ----- |
| 3호선 | 3,933     | 4,213     | 4,281     | 4,286     | 4,488     | 3,149     |           | [ 1 ] |

## 사진

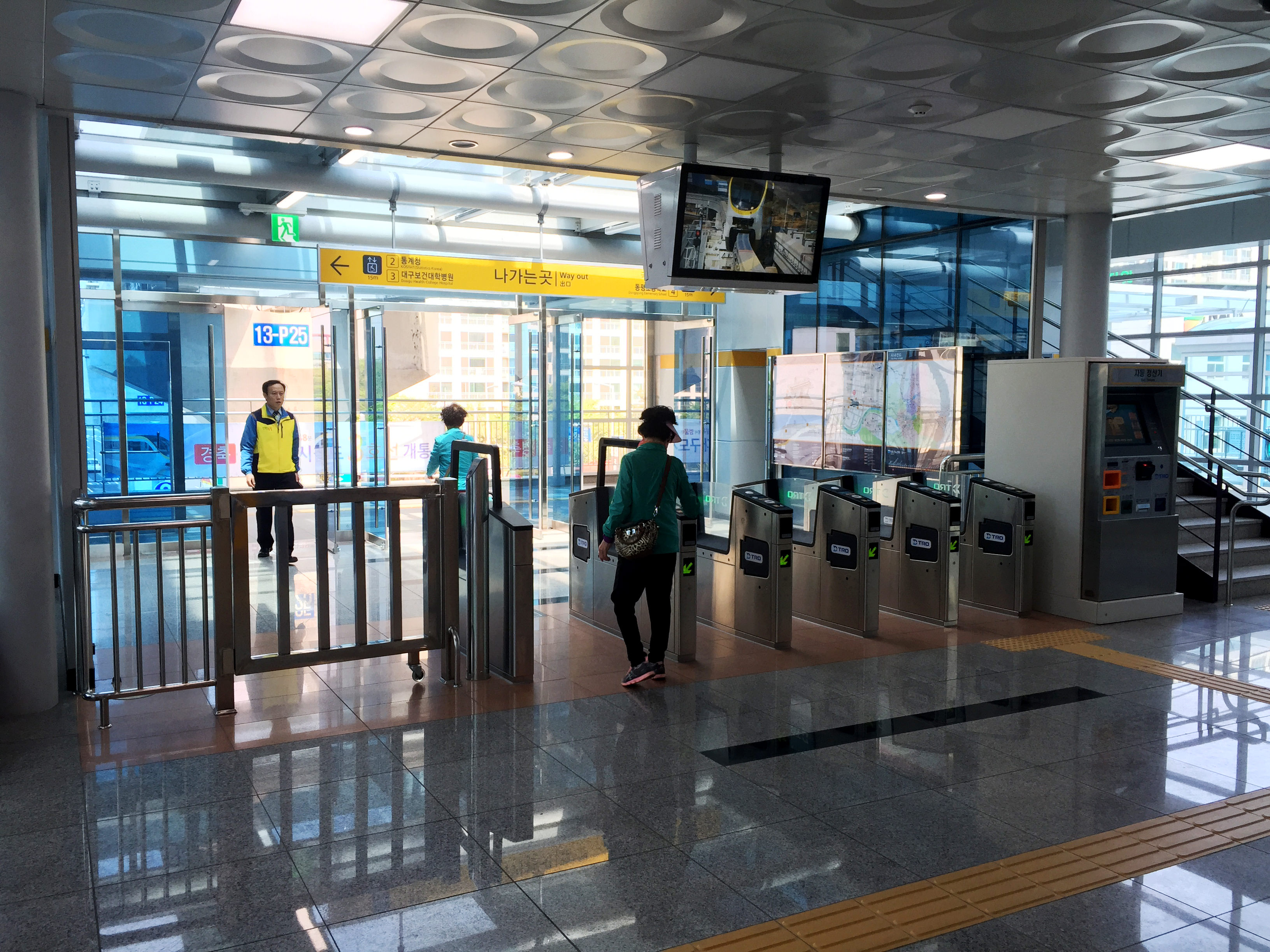
개찰구

## 인접한 역
| 대구 도시철도 3호선        | 대구 도시철도 3호선   | 대구 도시철도 3호선 |
| -------------------------- | --------------------- | ------------------- |
| 313 학정 칠곡경대병원 방면 | ● 대구 도시철도 3호선 | 315 동천 용지 방면  |